# Amboise
Amboise es una ciudad medieval y una comuna en la región central francesa, en el departamento de Indre-et-Loire, a la orilla del río Loira, a unos 22 kilómetros de Tours. Tiene su nombre del río Ambacia que se llama hoy Amasse.

## Demografía
| 7953 | 8625 | 10 680 | 10 857 | 10 982 | 11 457 |
| Para los censos de 1962 a 1999 la población legal corresponde a la población sin duplicidades (Fuente: INSEE [Consultar]) |      |        |        |        |        |

## Visitas
La ciudad es famosa por la mansión de Clos Lucé donde vivió Leonardo da Vinci invitado por el rey Francisco I de Francia, cuyo Castillo de Amboise, que domina la ciudad, está ubicado a sólo 500 metros con bella vista sobre el río Loira. Las estrechas calles tienen algunos buenos ejemplos de arquitectura con madera. Da Vinci murió en esta localidad el 2 de mayo de 1519.
Aquí nació en 1749 el filósofo francés Louis Claude de Saint-Martin, conocido como le philosophe inconnu. (f. 1803).
Justo en las afueras de la ciudad está la Pagode de Chanteloup, una pagoda china de 44 metros de alto construida en 1775 por el duque de Choiseul. Tiene siete pisos, cada uno de ellos ligeramente más pequeño que el anterior. Una escalera interior alcanza todos los niveles y está abierta al público.
El Musée de la Poste (en el Hôtel Joyeuse) es un museo sobre el servicio postal.
Una fuente de Max Ernst de una tortuga se encuentra en la ribera del río, donde tienen lugar los mercados.

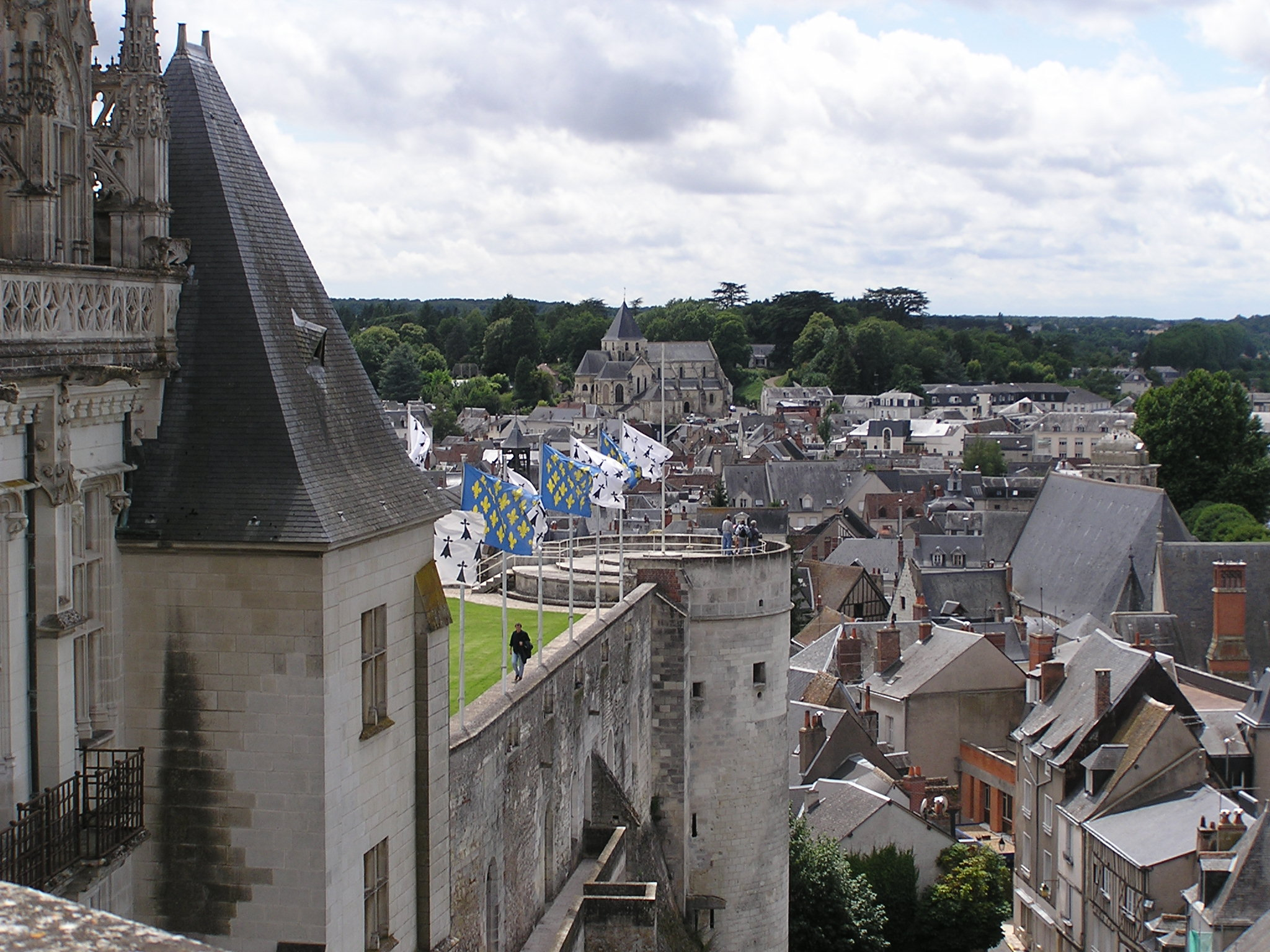
Vista de Amboise desde el Castillo de Amboise
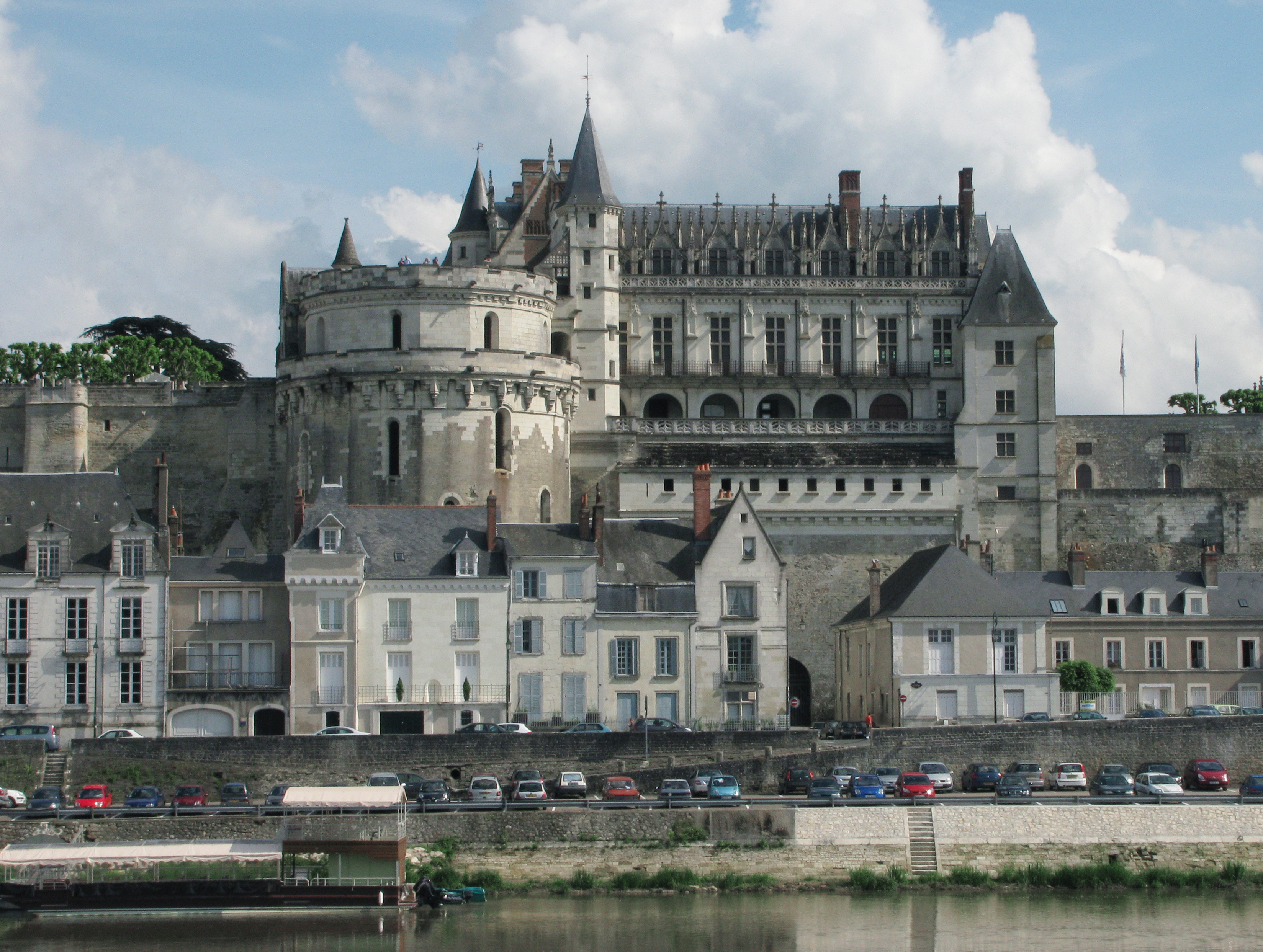
Castillo de Amboise
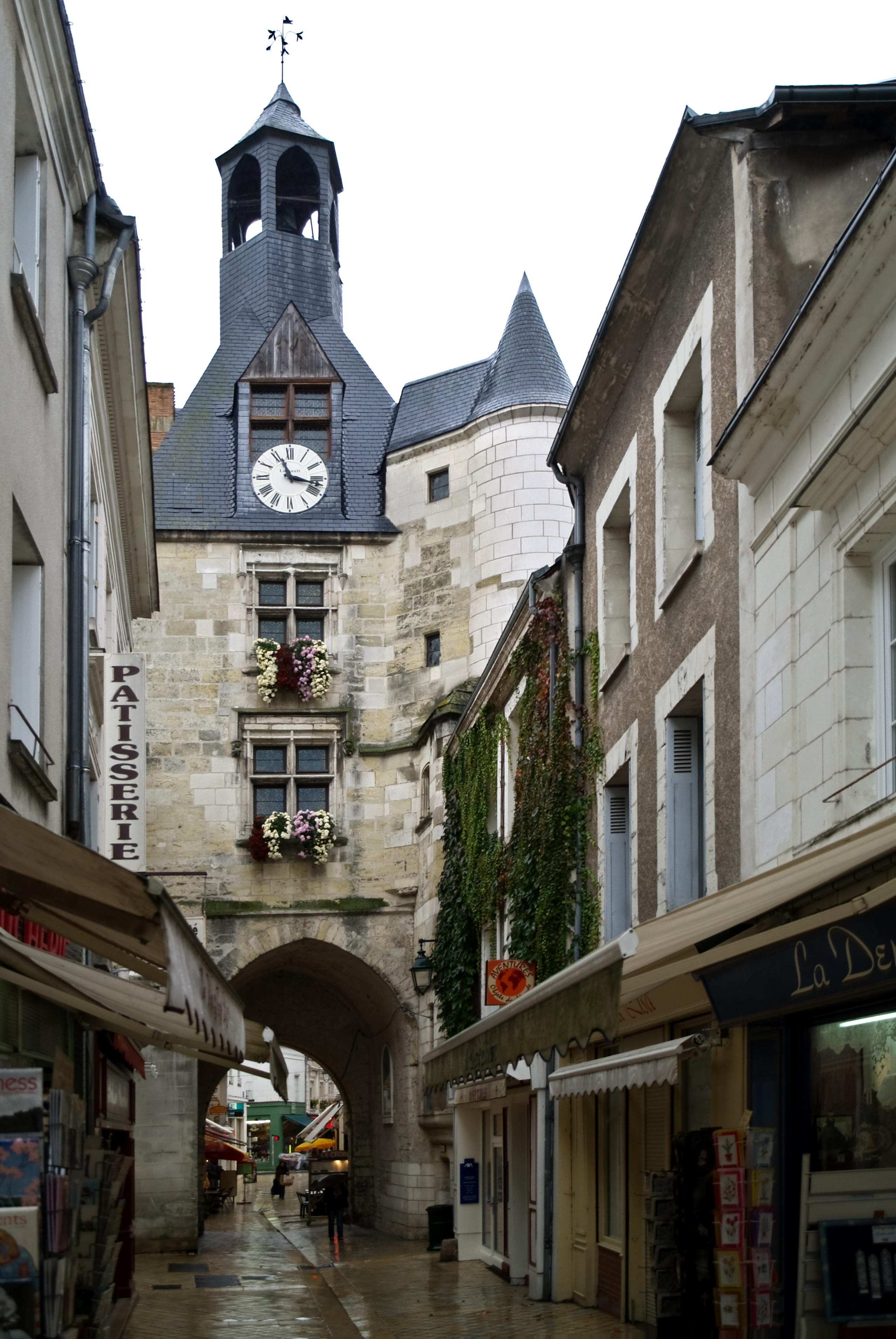
La Torre del Reloj
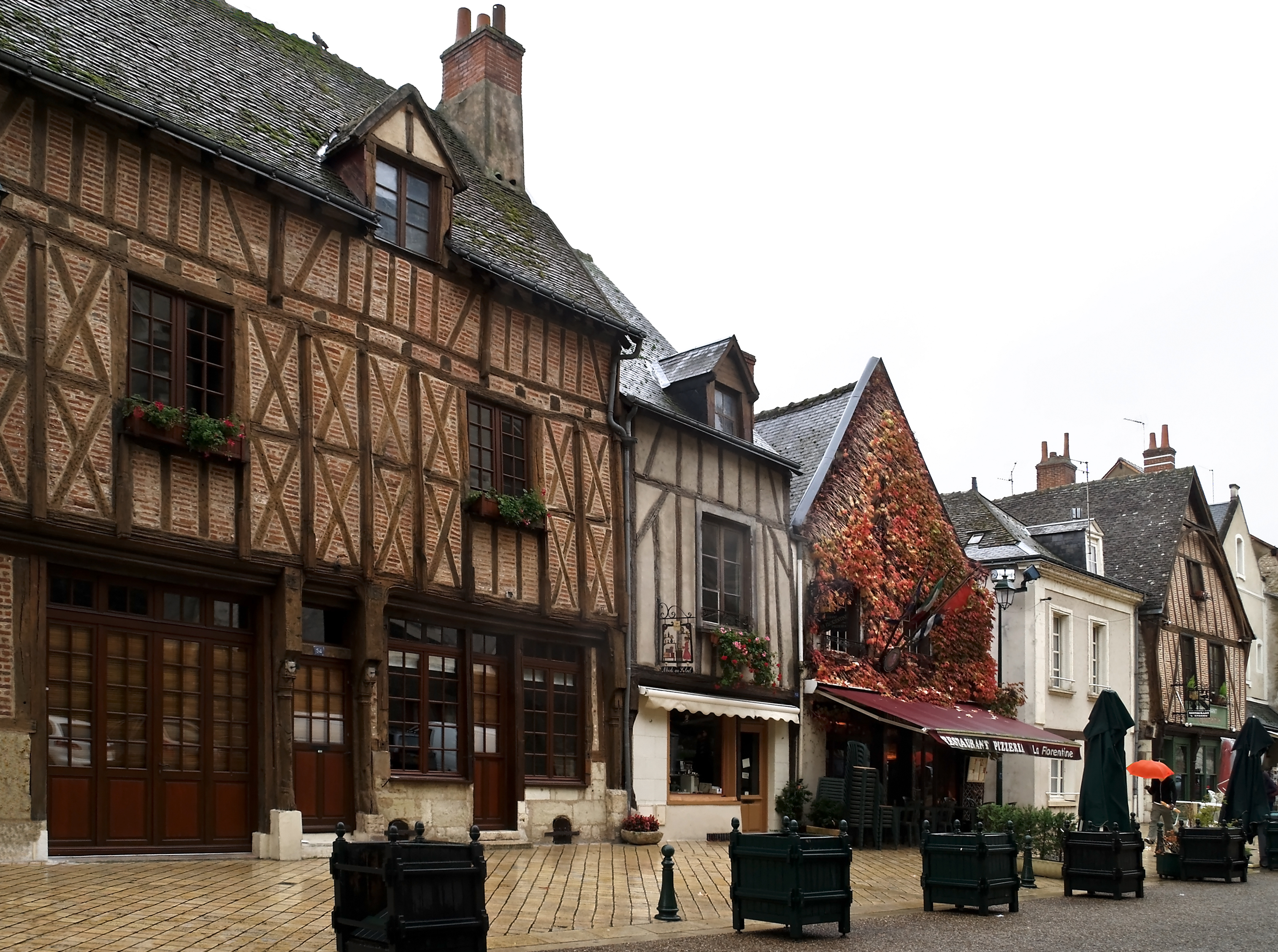
Casas con entramado de madera
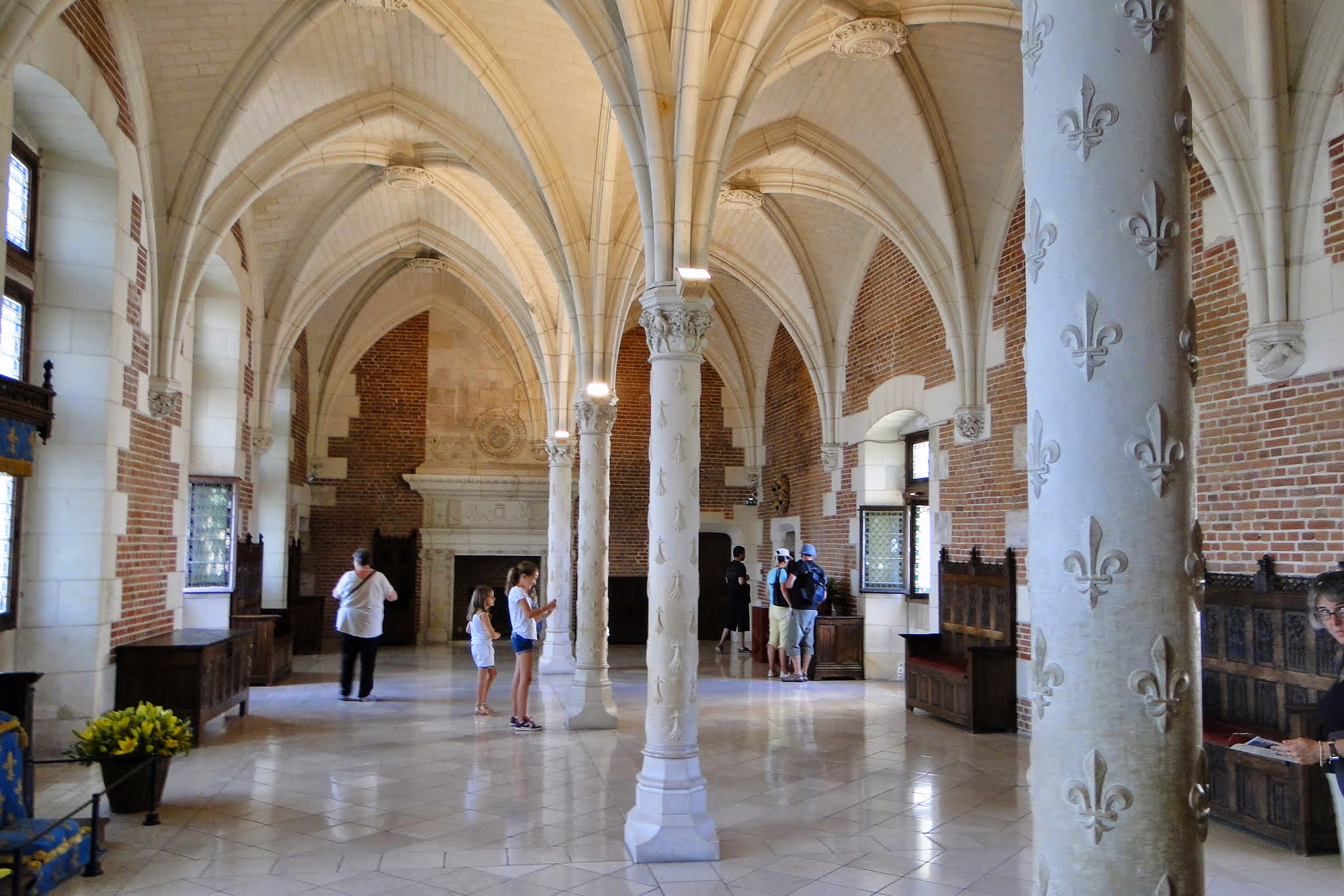
Amboise (en el castillo)